# Владимир Николов (скулптор)
Вижте пояснителната страница за други личности с името Владимир Николов.
Владимир Николов, с артистично име Арт Влади, е български скулптор, попарт-художник.

## Биография
Владимир Николов Арт Влади е роден на 16 септември 1980 г. в София. Баща му е художник, поради което израства в среда на интелектуалци и артисти. Още 15-годишен, започва да вае от камък, бронз фигури и поп Арт картини на известни български личности. Завършва училище за приложни изкуства. Работи също с метал, занимава се с керамика и живопис.
Активен и изявен спортист, Владимир Николов се занимава с борба и кикбокс. Спортните му занимания естествено го насочват към спортни теми в изкуството.
Най-известната му скулптура е Олимпийският фонтан в Корсие сюр Вьове (Corsier-sur-Vevey), кантон Во, Швейцария, намиращ се пред централата на Федерацията на обединената световна борба (новото име от септември 2014 г. на Международната федерация по борба, позната като ФИЛА). Там през 2010 г. е поставена скулптура с фигури на борци, изобразяваща известна хватка на прочутия български борец Валентин Йорданов. Тя е първата скулптура извън България, посветена на български спортист. Той прави и бронзови скулптури на всичките 6 президенти на ФИЛА.
През 2011 г. Българската федерация по борба предлага на Столичната община да постави статуя на борец, изработена от Николов, на мястото на загадъчно изчезналата фигура на дискохвъргач пред официалния вход на Националния стадион „Васил Левски“.
- Олимпийският фонтан пред ФИЛА Швейцария
- Скулптура на орел